# 沃齊氏雙纓麗魚
沃齊氏雙纓麗魚，為輻鰭魚綱鱸形目隆頭魚亞目慈鯛科的其中一種，分布於南美洲巴西Tapajos河流域，體長可達6公分，棲息在沙泥底質且枯葉沉積的溪流，屬雜食性，以小型無脊椎動物及有機碎屑為食。

## 擴展閱讀
維基物種上的相關：沃齊氏雙纓麗魚